# Nationalpark Vadvetjåkka
Der schwedische Nationalpark Vadvetjåkka liegt westlich des Sees Torneträsk im nördlichen Lappland an der Grenze zu Norwegen. Er gehört zur  Gemeinde Kiruna in der heutigen Provinz Norrbotten, früher Lappland. Der Park erstreckt sich über eine Fläche von 2630 Hektar und wurde am 1. März 1920 eingerichtet.
Auf skyddadnatur.naturvardsverket.se wird die Größe des Nationalparks leicht abweichend mit einer Landfläche von 2640,7 ha und einer Wasserfläche von 63,2 ha angegeben, was eine Gesamtfläche von 2703,9 ha ergibt.

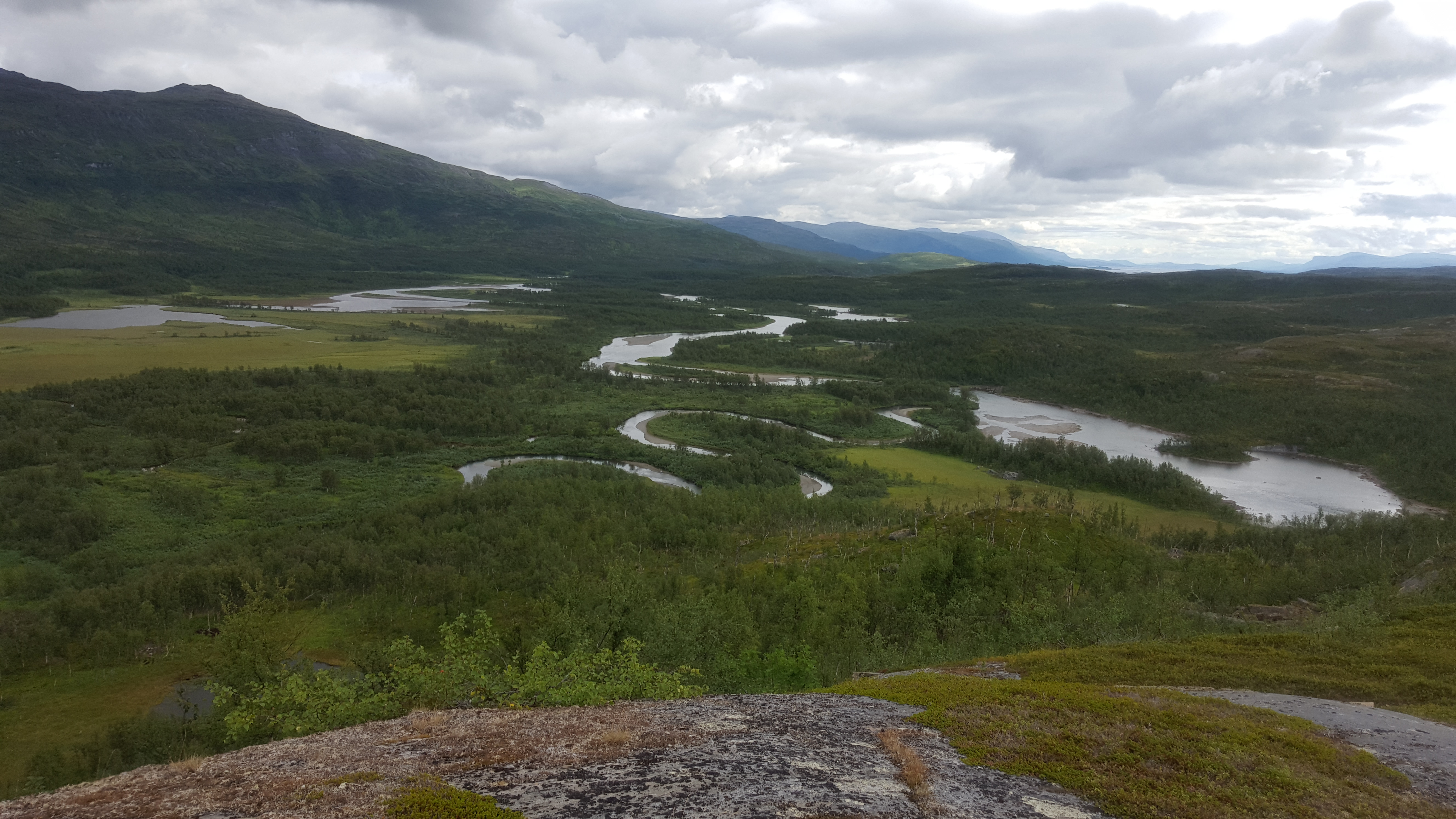
Das südliche Ende des Nationalparks: Der mäandernde Cunuluoppal in seinem Delta

Das Ziel der Einrichtung war das Bewahren einer hochnordischen Gebirgslandschaft in ihrem natürlichen Zustand. Der Park wird durch einen Bergrücken mit Birkenwäldern, Mooren, Gletschern, Wasserflächen und kahlen Felsen geprägt. Er beherbergt seltene alpine Gebirgspflanzen und Kalksteinhöhlen. Neben dem Gebirgszug zählen die in Nord-Süd-Richtung ausgerichteten Täler und das Bergvorland zum Park. Da der Nationalpark nicht weit vom Atlantischen Ozean entfernt ist, kommt es hier häufiger zu Niederschlägen als in anderen schwedischen Berglandschaften. Schwedens nördlichster Nationalpark hatte zugleich Schwedens nördlichsten Gletscher Čunujökeln, der aber durch den Klimawandel nahezu abgeschmolzenen ist und seit 2017 von schwedischen Glaziologen nicht mehr als Gletscher angesehen wird.
Auf neueren schwedischen Karten wird der Name des Parks in der Sprache der einheimischen Samen angegeben: Vádvečohkka. Dies ist auch der Name des etwa mittig liegenden, 1109 Meter hohen Zentralberges. Dieser bildet mit dem nördlichen Čunučohkka einen quer durch den Nationalpark laufenden Gebirgssattel mit einem mittigen Passgebiet an dem nach Westen und Osten Gebirgsbäche abgehen, die sich im Süden in kleineren Seen sammeln und über das Cunuluoppal Delta in den Njuoraeatnu zum Torneträsk abfließen.
Der Vadvetjåkka ist schwer zugänglich. Es gibt einen Wanderweg von der Bucht Pålnoviken im Torneträsk (dort einfache Hütte). Zu dieser Bucht gehen öffentliche Bootstouren von den Orten Abisko und Björkliden. Ein weiterer, 12 km langer Wanderweg (nicht auf der Fjällkarta eingezeichnet) führt von der Bahnstation Låktajåkka (Bahnstrecke Kiruna–Narvik) bis zum Nationalpark. Ein auf der Fjällkarta BD 06 eingezeichneter Weg beginnt in Höhe Kopparasen an der Straße E10 westlich Abisko und Björkliden.